# Bornhardtit
Bornhardtit ist ein sehr selten vorkommendes Mineral aus der Mineralklasse der „Sulfide und Sulfosalze“ (und Verwandte, siehe Klassifikation) mit der Endgliedzusammensetzung Co2+Co3+2Se4, vereinfacht auch Co3Se4. Bornhardtit ist damit chemisch gesehen ein Cobalt-Selenid und das Selen-Analogon von Linneit. Beide zählen strukturell gesehen zur Gruppe der Spinelle.
Bornhardtit kristallisiert im kubischen Kristallsystem. Er konnte bisher nur mikrokristallin in Form von massigen Mineral-Aggregaten gefunden werden, deren kupferrosa bis rosenrote, gelegentlich auch rosaweiße, Oberflächen einen metallischen Glanz aufweisen.

## Etymologie und Geschichte
Erstmals entdeckt wurde Bornhardtit zusammen mit Trogtalit, Hastit (diskreditiert, identisch mit Ferroselit) und einem zum Zeitpunkt der Entdeckung noch unbenannten Cobaltselenid (ab 1957 als Freboldit bekannt) im Steinbruch Trogtal bei Lautenthal im niedersächsischen Landkreis Goslar. Die Erstbeschreibung erfolgte 1955 durch Paul Ramdohr und Marg. Schmitt, die das Mineral nach dem deutschen Geologen, Forschungsreisenden, Bergbeamten und Montanhistoriker Wilhelm Bornhardt benannten.
Ein Aufbewahrungsort für das Typmaterial von Bornhardtit ist nicht definiert.
Bornhardtit war bereits vor der Gründung der International Mineralogical Association (IMA) 1958 bekannt und als Mineral in der Fachwelt meist anerkannt. Als sogenanntes grandfathered Mineral (G) wurde die Anerkennung von Bornhardtit als eigenständige Mineralart von der Commission on new Minerals, Nomenclature and Classification (CNMNC) übernommen.

## Klassifikation
Die strukturelle Klassifikation der IMA zählt den Bornhardtit zur Spinell-Supergruppe, wo er zusammen mit Trüstedtit die Bornhardtit-Untergruppe innerhalb der Selenospinelle bildet (Stand 2019).
Bereits in der veralteten, aber teilweise noch gebräuchlichen 8. Auflage der Mineralsystematik nach Strunz gehörte der Bornhardtit zur Mineralklasse der „Sulfide und Sulfosalze“ und dort zur Abteilung der „Sulfide mit [dem Stoffmengenverhältnis] Metall : S < 1 : 1“, wo er zusammen mit Carrollit, Daubréelith, Greigit, Indit, Linneit, Polydymit, Siegenit, Trüstedtit, Tyrrellit und Violarit die „Linneit-Reihe“ mit der System-Nr. II/C.01 bildete.
Im Lapis-Mineralienverzeichnis nach Stefan Weiß, das sich aus Rücksicht auf private Sammler und institutionelle Sammlungen noch nach dieser alten Form der Systematik von Karl Hugo Strunz richtet, erhielt das Mineral die System- und Mineral-Nr. II/D.01-120. In der „Lapis-Systematik“ entspricht dies ebenfalls der Abteilung „Sulfide mit [dem Stoffmengenverhältnis] Metall : S,Se,Te < 1 : 1“, wo Bornhardtit zusammen mit Cadmoindit, Carrollit, Cuprokalininit, Daubréelith, Fletcherit, Florensovit, Greigit, Indit, Kalininit, Linneit, Polydymit, Siegenit, Trüstedtit, Tyrrellit und Violarit die „Linneit-Gruppe“ (II/D.01) bildet (Stand 2018).
Die seit 2001 gültige und von der International Mineralogical Association (IMA) bis 2009 aktualisierte 9. Auflage der Strunz’schen Mineralsystematik ordnet den Bornhardtit dagegen in die Abteilung der „Metallsulfide mit M : S = 3 : 4 und 2 : 3“ ein. Diese ist weiter unterteilt nach dem genauen Stoffmengenverhältnis, so dass das Mineral entsprechend seiner Zusammensetzung in der Unterabteilung „M : S = 3 : 4“ zu finden ist, wo es zusammen mit Cadmoindit, Carrollit, Cuproiridsit, Cuprorhodsit, Daubréelith, Ferrorhodsit (diskreditiert, da identisch mit Cuprorhodsit; IMA 2017-H), Fletcherit, Florensovit, Greigit, Indit, Kalininit, Linneit, Malanit, Polydymit, Siegenit, Trüstedtit, Tyrrellit, Violarit und Xingzhongit die „Linneitgruppe“ System-Nr. 2.DA.05 bildet.
Die von der Mineraldatenbank „Mindat.org“ weitergeführte Strunz-Klassifikation, die sich im Aufbau nach der 9. Auflage der Strunz’schen Mineralsystematik richtet, führt in der Gruppe 2.DA.05 auch die nach 2009 neu beschriebenen Spinelle Berndlehmannit, Cuprokalininit, Joegoldsteinit, Nickeltyrrellit und Shiranuiit auf. Die Spinelle Ezochiit und Grimmit werden hier zusammen mit Ferrodimolybdänit (FeMo2S4), Zaykovit (Rh3Se4) und Zolenskyit (FeCr2S4) der allgemeineren Gruppe 2.DA (Metallsulfide mit M:S=3:4) zugewiesen.
Auch die vorwiegend im englischen Sprachraum gebräuchliche Systematik der Minerale nach Dana ordnet den Bornhardtit in die Klasse der „Sulfide und Sulfosalze“ und dort in die Abteilung der „Sulfidminerale“ ein. Hier ist er ebenfalls in der „Linneitgruppe (Isometrisch: Fd3m)“ mit der System-Nr. 02.10.01 innerhalb der Unterabteilung „Sulfide – einschließlich Seleniden und Telluriden – mit der Zusammensetzung AmBnXp, mit (m+n) : p = 3 : 4“ zu finden.

## Chemismus
Die chemische Verbindung Co2+Co3+2Se4 besteht aus 42,74 % Cobalt und 57,26 % Selen. Eine genaue chemische Analyse des Typmaterials scheint allerdings bisher nicht vorgenommen worden zu sein.

## Kristallstruktur
Bornhardtit kristallisiert kubisch in der Raumgruppe Fd3m (Raumgruppen-Nr. 227) mit dem Gitterparameter a = 10,2 Å sowie 8 Formeleinheiten pro Elementarzelle.

## Bildung und Fundorte
An seiner Typlokalität, dem Steinbruch Trogtal im niedersächsischen Landkreis Goslar, fand sich Bornhardtit vergesellschaftet mit Trogtalit, Hastit und einem weiteren, unbenannten Cobaltselenid in Form feiner, violetter bis rotbrauner Verwachsungen in Clausthalit. Als weitere Begleitminerale wurden hier unter anderem Hämatit und gediegen Selen dokumentiert. In dem in Grauwacken bauenden Steinbruch wurde neben selenerzführenden Dolomit-Gängen auch Eisenerz gefunden.
Außer im Steinbruch Trogtal konnte das Mineral in Niedersachsen noch in der ehemaligen Eisenerz-Grube Weintraube bei Lerbach im Landkreis Göttingen entdeckt werden. Des Weiteren fand es sich in den Selenerzen bei Tilkerode/Abberode im Landkreis Mansfeld-Südharz von Sachsen-Anhalt und in den Selenmineralisationen der Grube Friedrichsglück im Tannenglasbachsgrund bei Neustadt am Rennsteig im Thüringer Wald.
In Argentinien kennt man Bornhardtit zudem vom Cerro de Cacheuta in der zur Provinz Mendoza gehörenden Sierra de Cacheuta sowie aus der Uran-Lagerstätte Pinky Fault in der kanadischen Provinz Saskatchewan.